# Bahía de Neiba
La bahía de Neiba es una bahía en la República Dominicana. Se encuentra en la provincia de Barahona, en el sur del país, a 110 km al oeste de la capital Santo Domingo. Se extiende por toda la costa de la provincia de Barahona. Tiene forma de herradura abierta hacia el sureste, flanqueada por la sierra de Martín García, al norte, que acaba en la punta del mismo nombre, y por la de Bahoruco, al suroeste. Constituye el extremo sureste de la gran depresión del lago Enriquillo. Esa es la bahía más importante de la región sur de la República Dominicana